# 今夜一杯どうですか?
『今夜一杯どうですか?』（こんやいっぱいどうですか）は、2018年7月14日から放送されているTBSテレビのバラエティ番組。2019年9月21日に、シーズン4の放送が終了した。

## 概要
「社内飲み会セッティング番組」と銘打っており、社内のコミュニケーション不足に悩む大手企業に出演者が出向き、視聴者に対しては会社紹介をしつつ、社内向けには飲み会のセッティングの支援をするという内容。広報・総務部署の社員が、出演者を引き連れて2時間以内に社内を回り、その場にいた社員に職務・特技を見せてもらいつつも、出演者らの協力を得て飲み会出席の約束を取りつける。番組の最後には飲み会会場となった店と、実際に集まった人数が紹介される。なお出演者は約束を取りつけることを支援するだけであり、飲み会には出席しない。

## 出演者

### 司会
肩書は「飲み会世話人」。
- 岩下尚史[1]

### アシスタント
肩書は「付き人」。

#### シーズン1
※隔週交代（初回は両方出演）
- 斉藤慎二（ジャングルポケット）[1]
- 土屋伸之（ナイツ）[1]

#### シーズン2以降
いずれか一人が出演。
- 斉藤慎二
- 土屋伸之
- 平子祐希（アルコ&ピース）
- 長田庄平（チョコレートプラネット）

## スタッフ
- ナレーター：山田ルイ53世
- 構成：アリエシュンスケ、池谷勇太、オンダユウ
- TD：藤田勝巳
- CAM：古俣智則、澤田基宏、陣尾博幸、久保康祐
- AUD：堀田博之、佐藤耕司、桑原智之
- EED：奥山修
- MA：佐藤卓也
- CG：奥田真也
- 音響効果：中村鉄太郎
- 技術協力：fmt、Roppongi-Lab、麻布プラザ
- 編成：加藤丈博（TBS）
- 宣伝：小泉美果、松村紗仁子（共にTBS）
- 営業：池田尚弘、櫻井裕介（共にTBS）
- TK：野村佳乃子
- AD：山内理恵、山崎ちひろ、武山貴洋、梅谷淳
- AP：松田誠、馬場瞳
- ディレクター：坂本篤、木村亮、湯浅遼、高橋洋平
- プロデューサー：有田武史、鯉江舞
- 演出：伊豫直哉
- 制作：D:COMPLEX、TBS

### 過去のスタッフ
- VE：高山昌樹
- AP：小口幸裕
- ディレクター：山下達也
- 制作協力：dotframe

## 関連番組
- 二軒目どうする?〜ツマミのハナシ〜
- 博多華丸のもらい酒みなと旅2
- 芸人先生 - 芸人が、企業に突然訪問する。
- 別冊アサ秘ジャーナル - 社会見学するTBSで不定期放送の特別番組。